# Emder Verkehrs und Automotive Gesellschaft

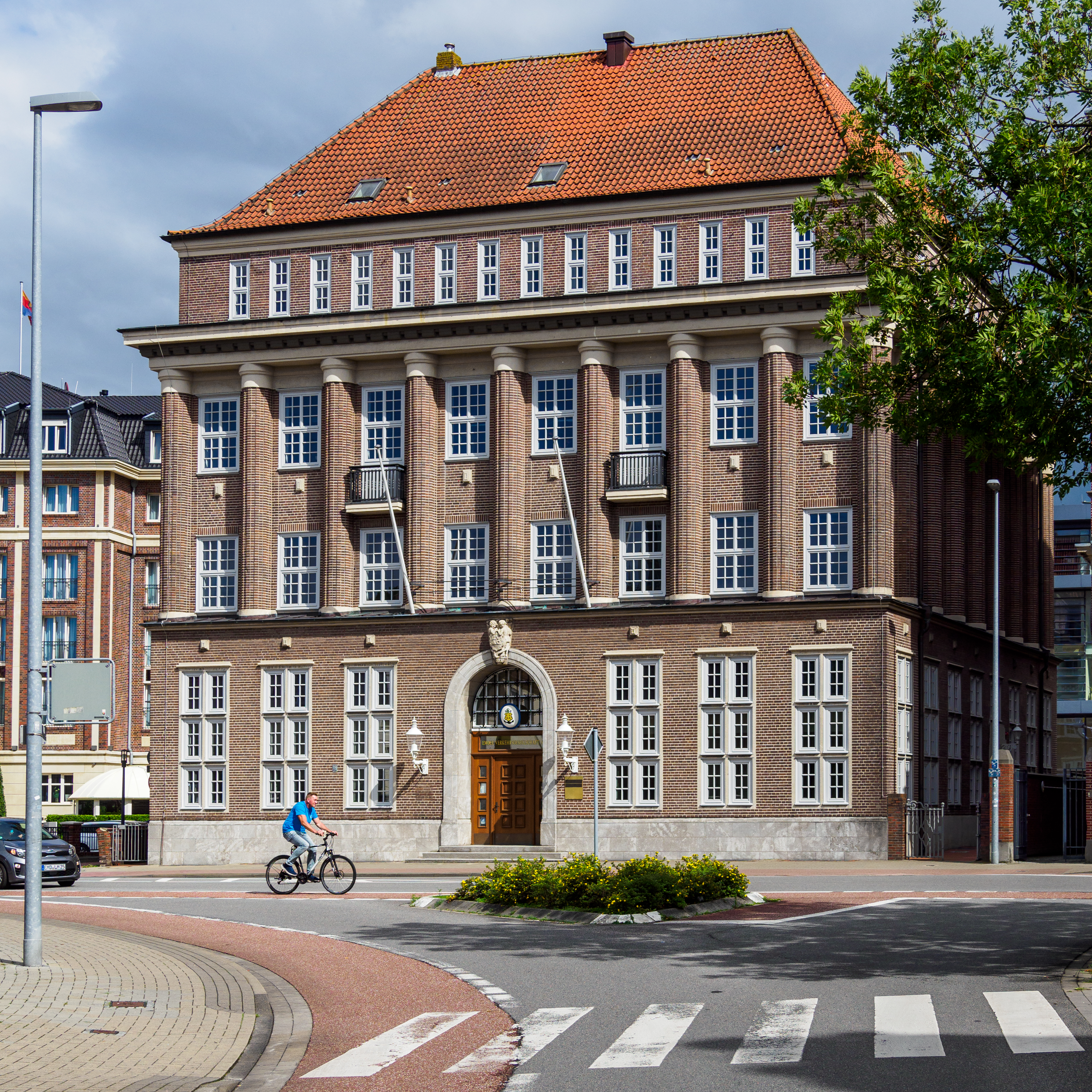
Schweckendieckplatz 1, Emden, Sitz der EVAG

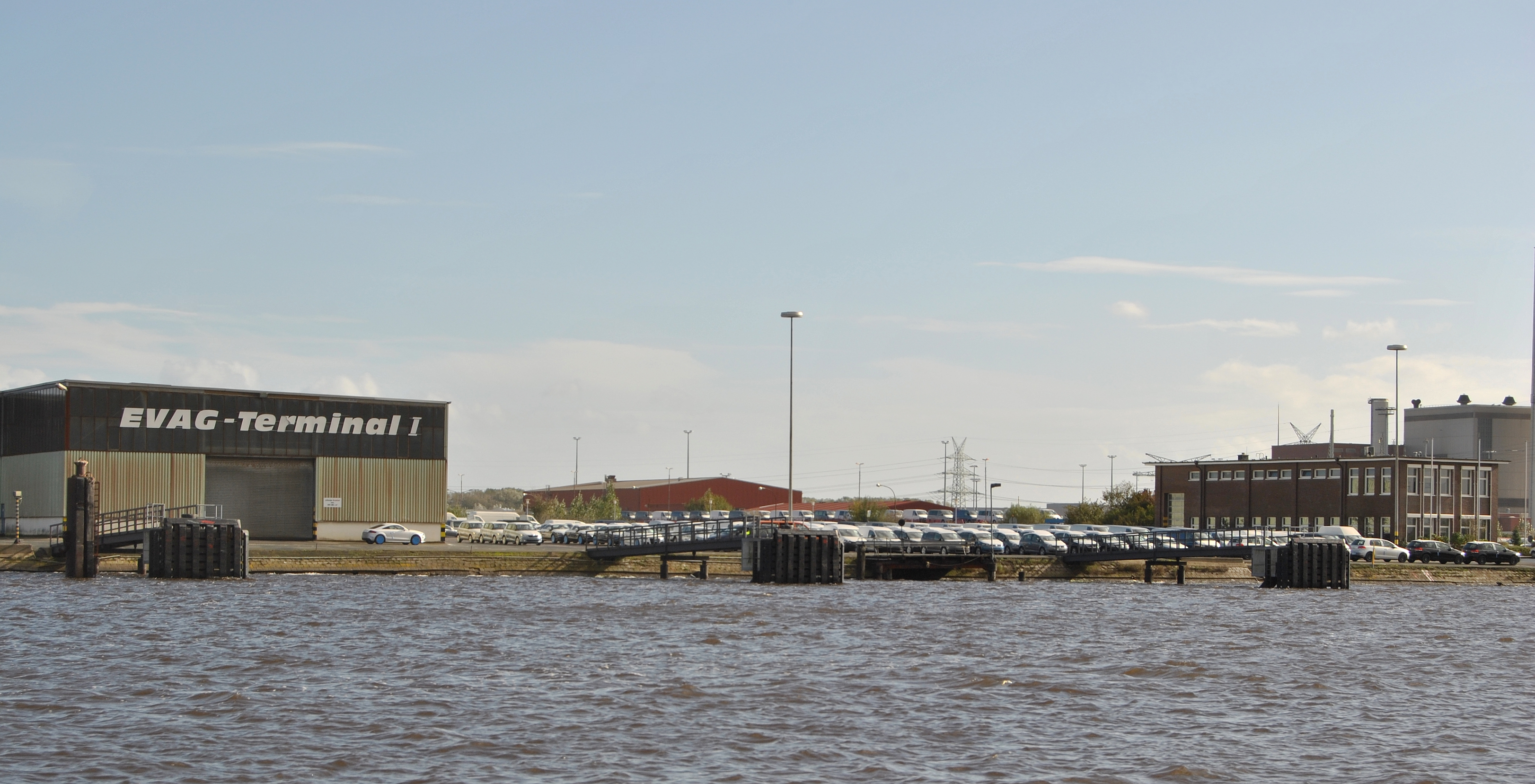
Das EVAG Terminal 1 im Emder Hafen

Die EVAG Emder Verkehrs und Automotive Gesellschaft mbH, kurz EVAG, ist ein Logistikunternehmen mit Sitz in Emden. Gegründet wurde die EVAG 1913 vom damaligen Generaldirektor der HAPAG, Albert Ballin. Heute gehört das Unternehmen zusammen mit ihrer Tochtergesellschaft ELAG Emder Lagerhaus und Automotive GmbH zur Volkswagen Group Services GmbH und ist an der Autoport Emden GmbH beteiligt. Das Unternehmen beschäftigt rund 650 Mitarbeiter.

## Geschichte

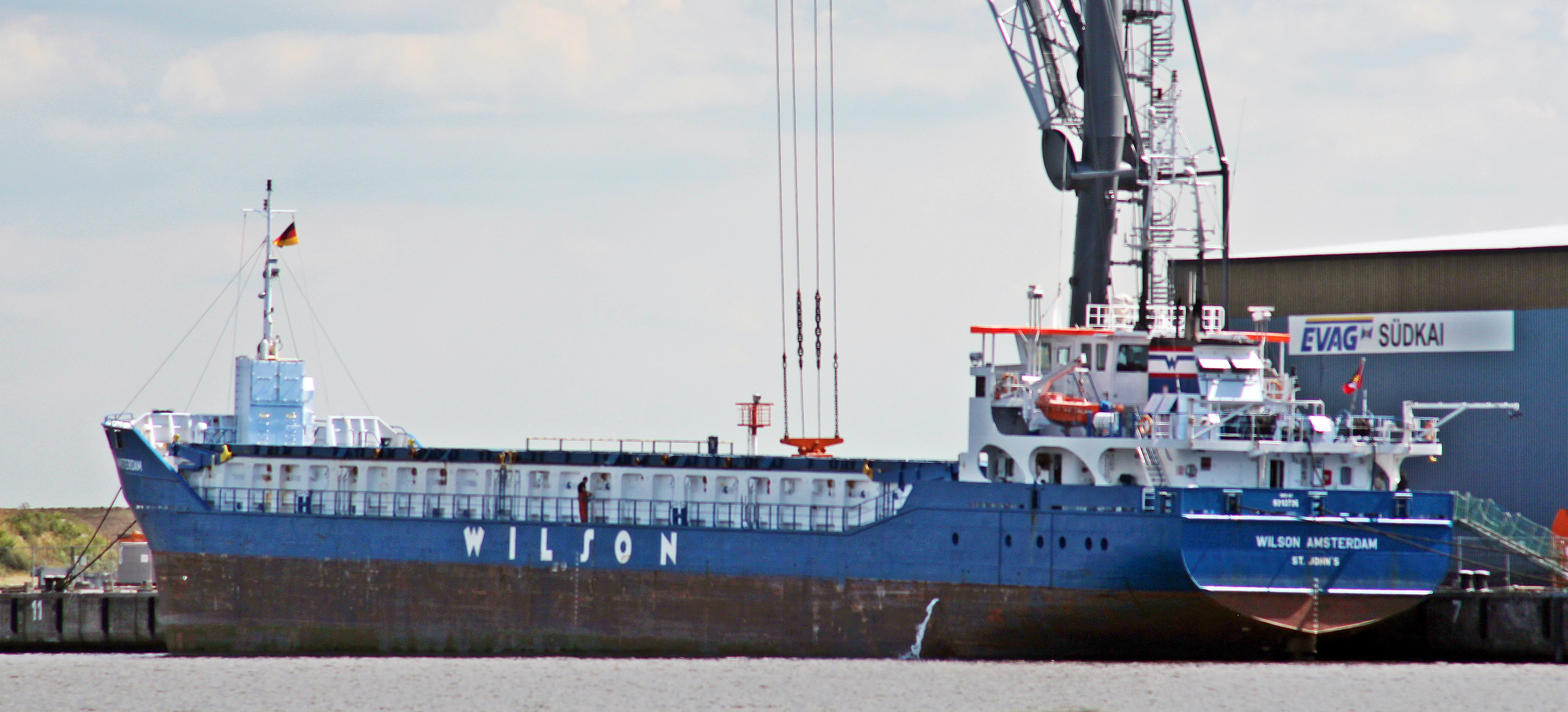
Der Stückgutfrachter Wilson Amsterdam am EVAG Terminal in Emden

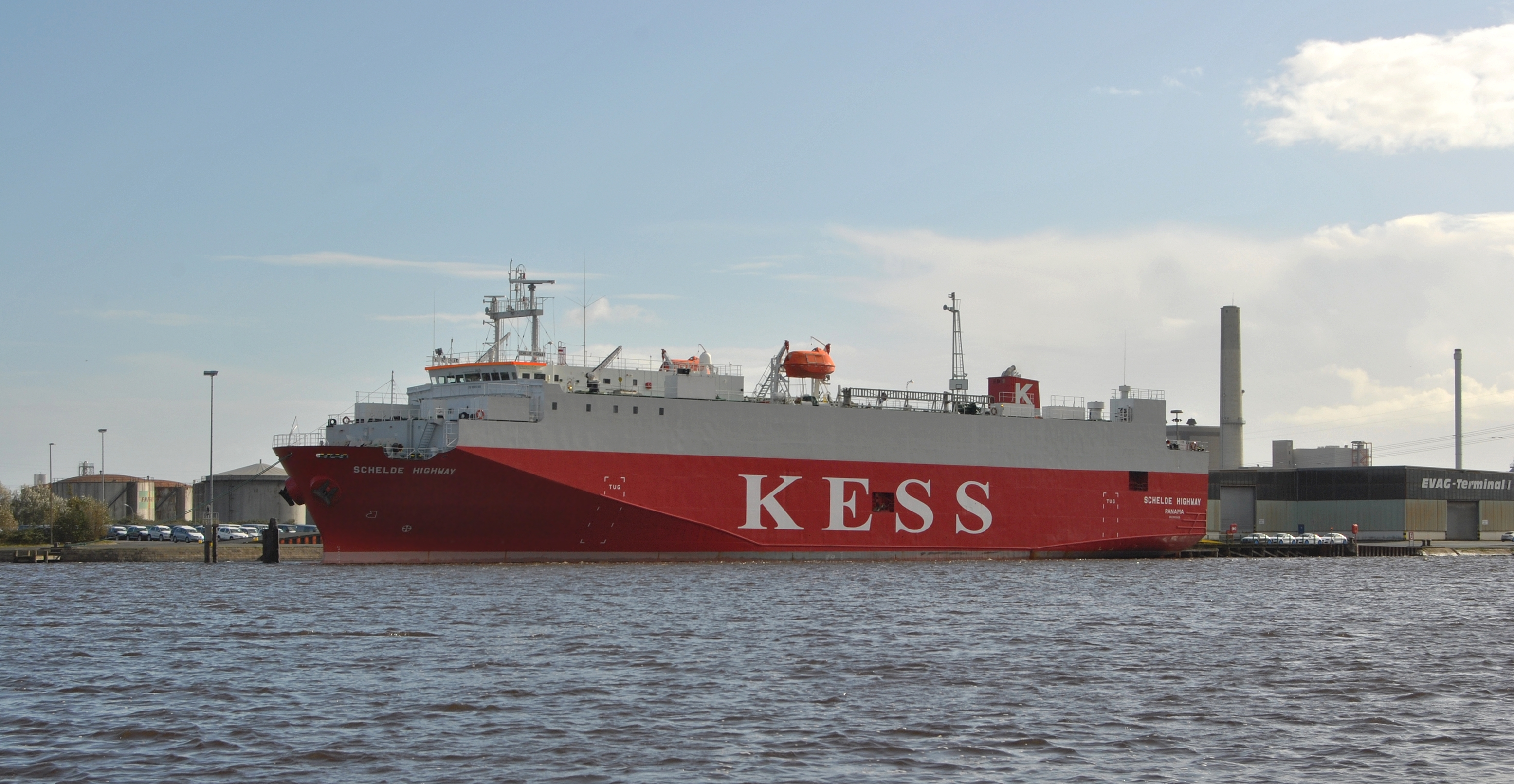
Dier Automobiltransporter Schelde Highway am EVAG Terminal I in Emden

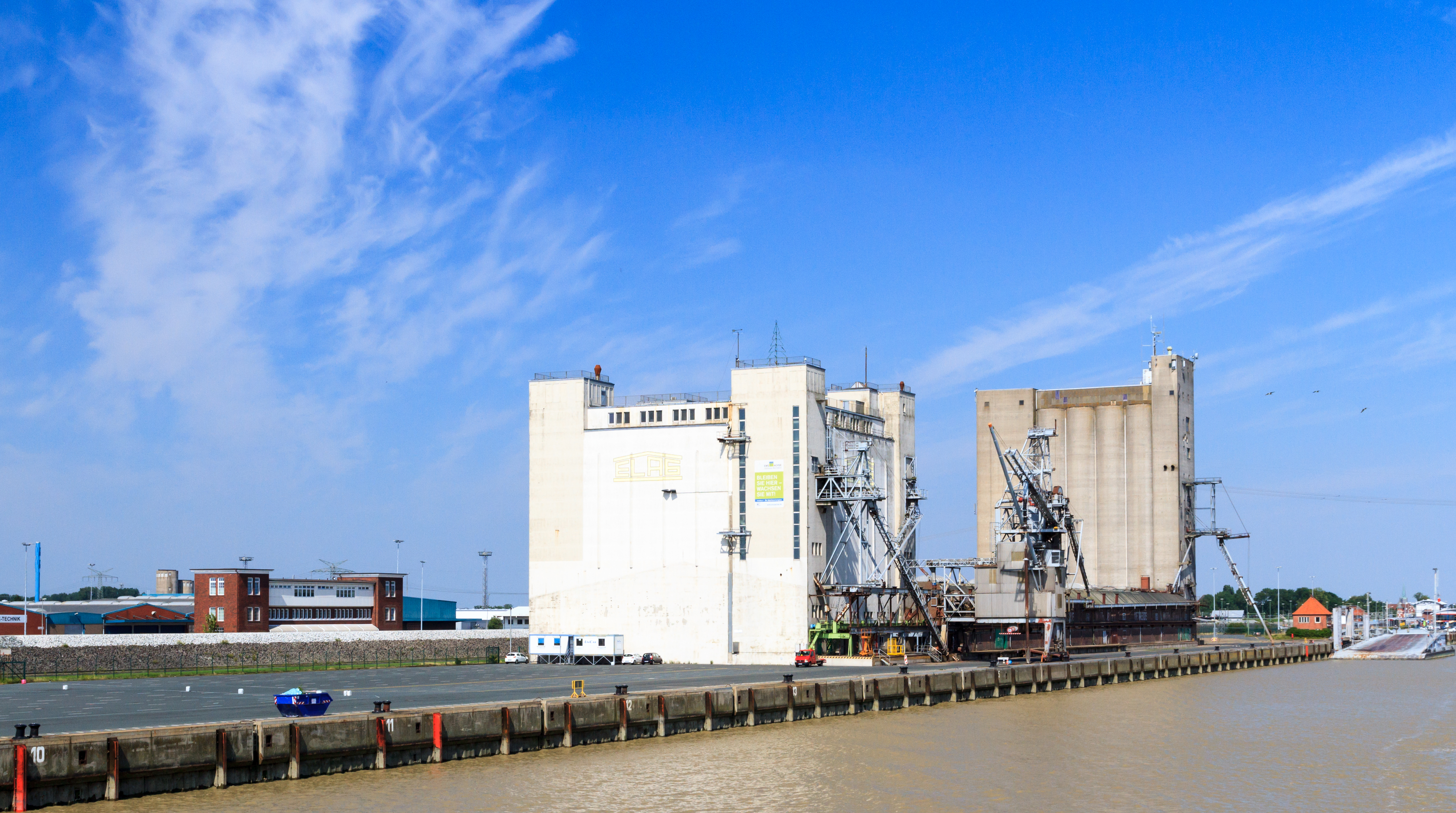
Siloanlagen der ELAG im Emder Außenhafen

Albert Ballin gründete 1901 eine Zweigstelle der Hamburger HAPAG in Emden/Ostfriesland. Der Emder Hafen war in der Zeit vor dem Ersten Weltkrieg erheblich modernisiert worden. Die Transportwege Richtung Ruhrgebiet wurden vor allem durch den Bau des Dortmund-Ems-Kanals deutlich verbessert. Eine Handelspartnerschaft der HAPAG mit der Westfälischen Transport-Actien-Gesellschaft (WTAG) legte schließlich den Grundstein für eine gute wirtschaftliche Entwicklung der HAPAG in Emden. Ziel der Handelspartnerschaft war es, Massengut im Emder Hafen anzulanden und von hier ins Ruhrgebiet zu bringen.
1906 schenkte die Stadt Emden Albert Ballin für seine Verdienste für den Emder Hafen ein 600 m² großes Baugrundstück am Schweckendieckplatz in unmittelbarer Nähe des Emder Delfts. Ballin ließ dort ein prächtiges Kontorhaus errichten und gründete die Emder Verkehrsgesellschaft AG. Sie wurde am 12. April 1913 ins Handelsregister eingetragen. Gegenstand des Unternehmens ist „die Förderung von Handel, Industrie und Verkehr in Emden und der Betriebe aller solcher Handelsgeschäfte die diesem Zwecke dienen“. Die HAPAG selbst zog sich dann aus Emden zurück.
Während des Ersten Weltkrieges leistete die EVAG Versorgungsleistungen. Nach dem Krieg stieg die EVAG in die Binnenschifffahrt ein und versorgte somit auch weiterhin während der Ruhrbesetzung 1923 bis 1925 die Bevölkerung mit Importkohle aus England. Danach transportierte es im Auftrag von Siemens von 1925 bis 1930 Reparationsleistungen und führte von 1926 bis 1939 Holzimporte aus Osteuropa durch. Während des Zweiten Weltkrieges war es hauptsächlich mit dem Transport von Rüstungsgütern beschäftigt. 1940 übernahmen die Reichswerke Hermann Göring das Unternehmen. Nach dem Zweiten Weltkrieg zogen britische Besatzungstruppen in das Verwaltungsgebäude der EVAG ein, die ab 1946 den Transport von Trümmerschutt übernahmen. Ab 1954 begann die Reprivatisierung der EVAG, die 1959 mit dem Wechsel der letzten Aktien vom Bund zur WTAG abgeschlossen war. In dieser Zeit stieg das Unternehmen in den Rohstoffimport ein. Skandinavisches Erz wurde in großen Mengen angelandet und nach der Verladung auf Binnenschiffe ins Ruhrgebiet transportiert. Mit dem Bau des Volkswagenwerkes in Emden kam 1964 der Automobilumschlag hinzu. Mit den Unternehmen V.A.G. Transport GmbH und Anker Schiffahrts-Gesellschaft gründete sie 1987 unter dem Namen Autoport Emden GmbH hierfür ein Joint Venture. Heutzutage ist der Emder Hafen der größte Automobilumschlagshafen für Neufahrzeuge der Volkswagen AG weltweit und der drittgrößte Europas.
Die EVAG ist Mitglied des Zentralverbands der deutschen Seehafenbetriebe.